# 哥本哈根会展中心
哥本哈根会展中心（丹麥語：Forum København）是一座大型多功能室内会议展览场所，位于丹麦首都大区腓特烈斯贝市镇。建筑面积5,000米²，可容纳1万人。内设展览大厅、音乐厅、室内体育馆以及1座可容纳250人的餐厅。曾多次举办包括会议、展览、展销会、音乐会在内的多种大型活动。哥本哈根地铁还在附近设有“会展中心站”。

## 历史

### 第一代建筑
1925年8月11日，哥本哈根会展中心的建设单位签署建设合同。1925年9月25日，哥本哈根会展中心第一代建筑举行奠基典礼，时任丹麦首相索瓦尔德·斯陶宁出席此次奠基典礼。1926年2月20日启用。哥本哈根会展中心第一代建筑由奥斯卡·贡德拉克-佩德森主持设计，灯光部分采用了保爾·漢寧森设计的PH灯。哥本哈根会展中心第一代建筑最初的主要用途为车展。
1929年，哥本哈根会展中心举办了丹麦首次功能主义建筑展。由阿纳·埃米尔·雅各布森以及弗萊明·拉斯森设计的圆柱形“未来建筑”也在此次建筑展展出。

### 1943年被破坏
二战丹麦沦陷期间，丹麦抵抗组织霍格尔·丹斯克于1943年对当时被德军使用的哥本哈根会展中心进行了大规模破坏。

### 重建及以后
1947年，哥本哈根会展中心进行了重建，仍由奥斯卡·贡德拉克-佩德森主持设计。1996年至1997年间，哥本哈根会展中心进行了翻新工程，共花费7000万丹麦克朗，屋顶部分在此次翻新工程中着重改善了声学效果。

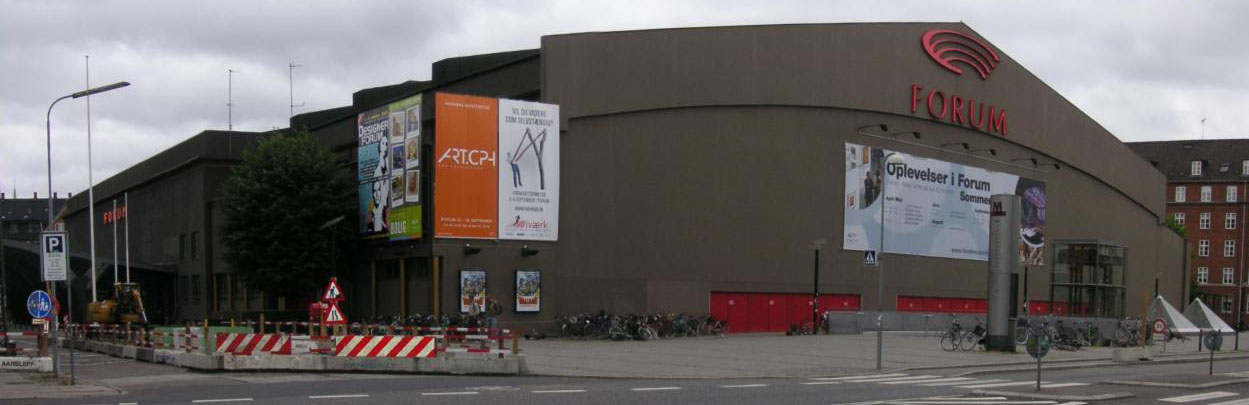
2005年时的哥本哈根会展中心

## 外部連結
- 官方网站（页面存档备份，存于）（丹麦语）